# 구글 베이스
구글 베이스(Google Base)는 구글에서 제공한 데이터베이스로, 모든 사용자는 XML, PDF, Excel, RTF 또는 워드퍼펙트(WordPerfect)와 같은 형식의 텍스트, 이미지, 구조화된 정보 등 거의 모든 유형의 콘텐츠를 추가할 수 있다. 2010년 9월 현재 제품이 구글 머천트 센터(Merchant Center)로 다운그레이드되었다.
구글이 사용자가 추가한 콘텐츠가 관련성이 있다고 판단하면 제출된 콘텐츠가 쇼핑 검색 엔진, 구글 지도 또는 웹 검색에 표시된다. 그러면 콘텐츠 조각에 레시피의 재료나 카메라 모델과 같은 속성이 표시될 수 있다. 서비스에 대한 정보가 공개되기 전에 유출되었기 때문에 출시 전부터 정보기술계에서 많은 관심을 불러일으켰다. 이후 구글은 공식 성명을 통해 블로그에 응답했다.
오늘 우리가 테스트 중인 신제품에 대해 보도하고 우리 계획에 대해 추측하는 기사를 보았을 것이다. 실제 진행 상황은 다음과 같다. 우리는 콘텐츠 소유자가 콘텐츠를 구글에 제출할 수 있는 새로운 방법을 테스트하고 있다. 웹 크롤링 및 구글 사이트맵과 같은 기존 방법을 보완할 것이다. 우리는 이것이 흥미로운 제품이라고 생각하며, 더 많은 소식이 있으면 알려드리겠다.
컴퓨터나 웹을 탐색하거나 다양한 FTP 방법 또는 API 코딩을 통해 파일을 구글 베이스 서버에 업로드할 수 있다. 사용자 파일의 다운로드 수와 기타 성능 측정을 볼 수 있는 온라인 도구가 제공되었다.
2010년 12월 17일, 구글 쇼핑 API로 알려진 새로운 API 세트를 위해 구글 베이스의 API가 더 이상 사용되지 않는다고 발표되었다.

## 같이 보기
- 구글의 제품 목록